# Américo Seixas
Américo Seixas (Propriá, 21 de março de 1910 - Niterói, 11 de julho de 1964) foi um jornalista, poeta e compositor de música popular brasileira.

## Biografia
Nascido em Sergipe, era primo-irmão de Seixas Dória, que governara aquele estado. Mudando-se para o Rio de Janeiro para estudar direito, ainda como terceiro-anista frequentava o Café Nice procurando, com suas composições, encontrar alguém que aceitasse gravá-las, sem sucesso. Foi apenas depois de muitos anos que o conseguiu, com Orestes Barbosa, de quem se tornou amigo.
Tornou-se funcionário público estadual, morador de Niterói, onde continuava a publicar sua produção, como os versos que falavam da sucessão de Juscelino Kubitschek por Jânio Quadros, onde dizia: "Após um pleito batido / Creio que até já estou vendo: / Sair um doido varrido / E entrar um doido varrendo...".
Seixas morreu em Niterói, onde vivia e era "frequentador assíduo" da Praça Arariboia que apelidara de "Ilha da Solidão", em decorrência de uma crise renal.
Ainda em 1964 a Câmara de Vereadores da cidade em que vivia aprovou uma moção de pesar por seu falecimento, em proposta do parlamentar Ruy Matos.

## Composições principais
Com Ataulfo Alves Seixas compôs "Infidelidade", e também "Pavio da Verdade". Outros sucessos foram "Vida de Bailarina" (com Dorival Silva), "João da Silva" (com Cícero Nunes) e "Escravo da Saudade" (com Erasmo Silva).